# McIntosh (appel)

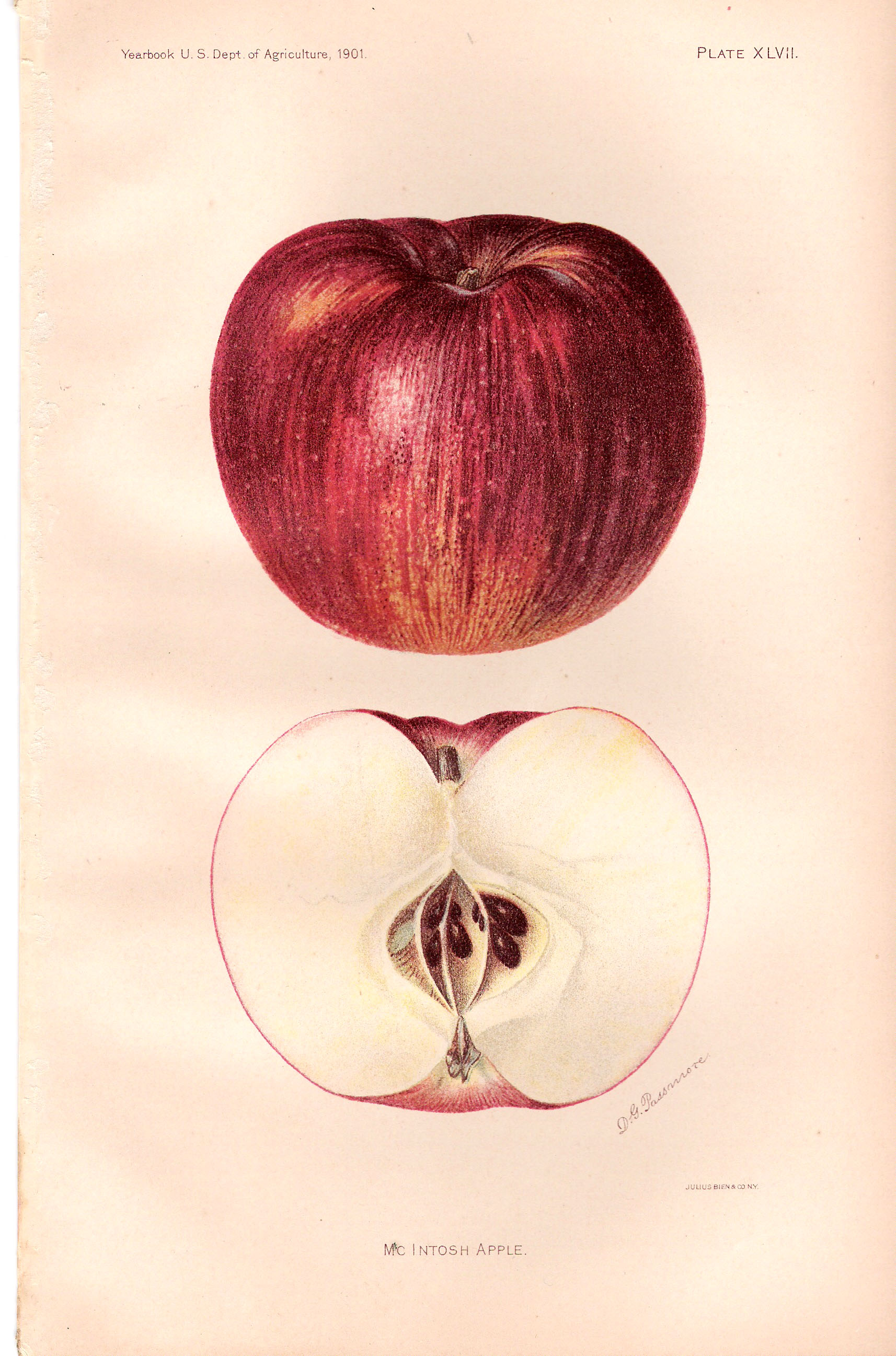
Illustratie van een McIntosh appel uit 1901.

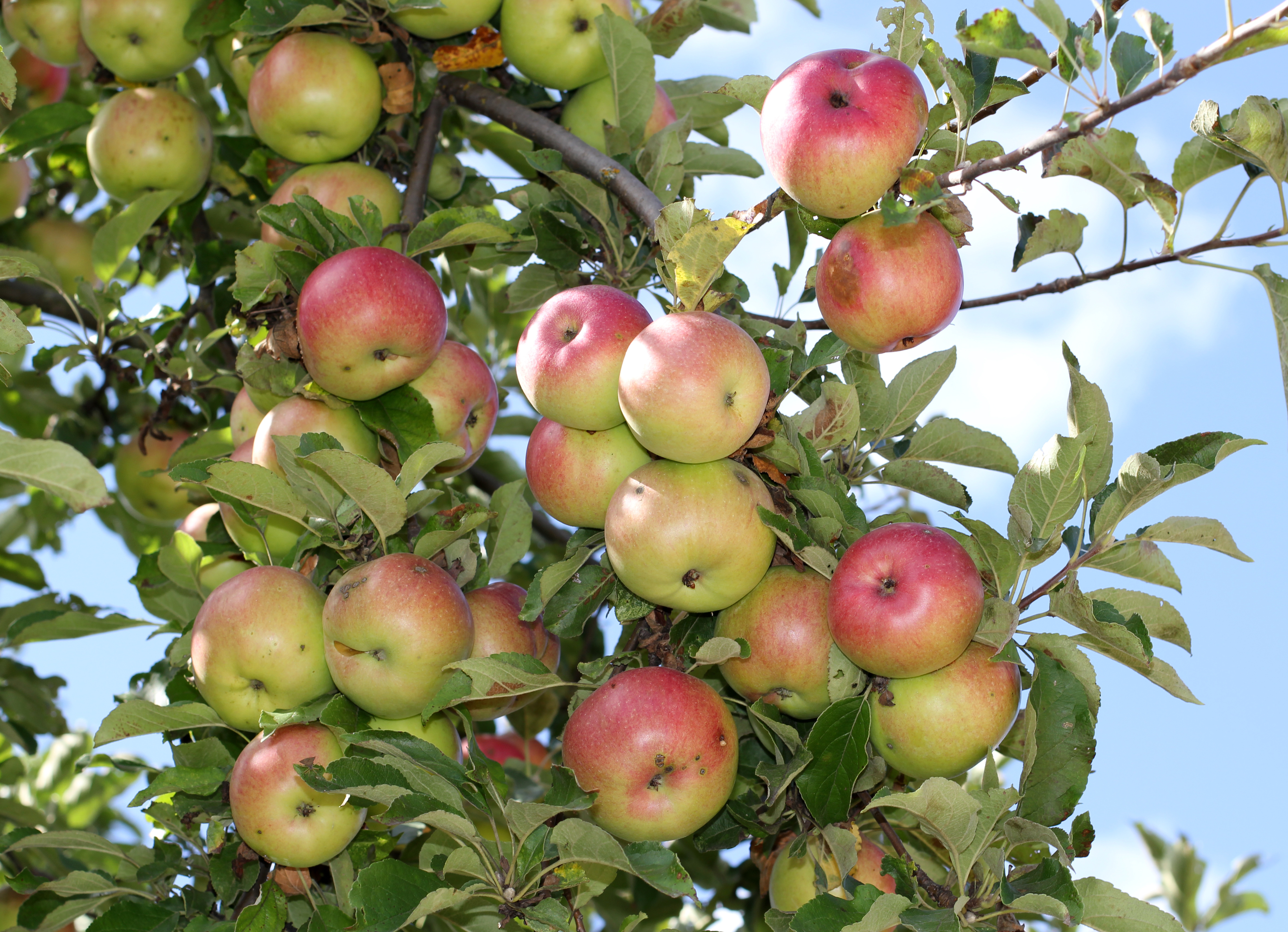
McIntosh appels aan een boom.

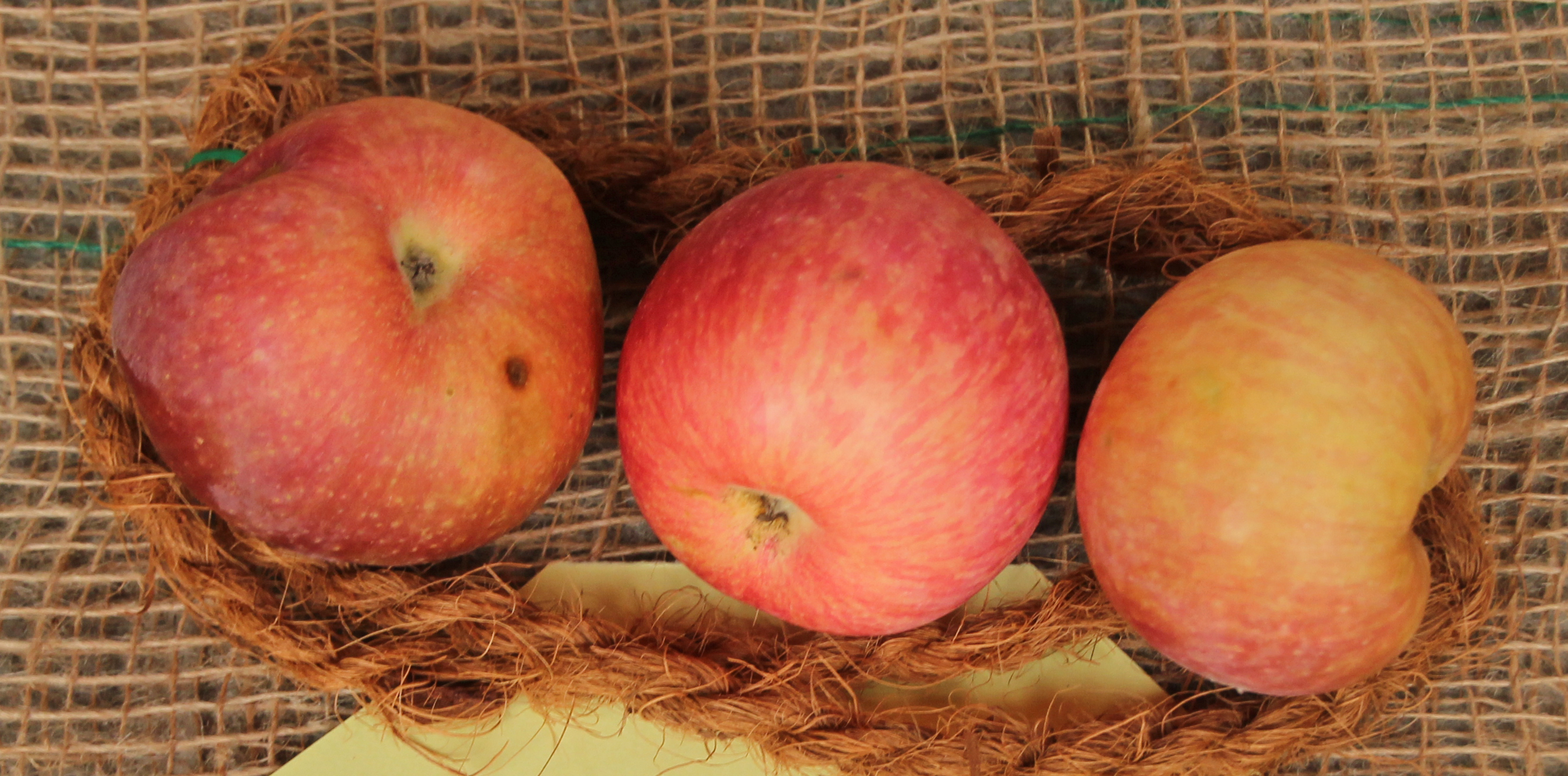
Geoogste McIntosh.

De McIntosh is een gecultiveerde appel (Malus domestica) uit Canada met een rood met groene schil en wit vruchtvlees. Het is Canada's nationale appel.

## Geschiedenis
De eerste appelbomen zijn in 1606 door Franse kolonisten mee naar Nova Scotia genomen en vervolgens naar Canada verspreid.
In 1796 emigreerden de ouders van John McIntosh vanuit het Schotse Inverness naar de Mohawk Valley, New York, waarna John verhuisde naar Opper-Canada.
In 1811 verwierf hij de boerderij “Dundela” in de gemeente South Dundas, Ontario.
Toen hij zijn land dat jaar voor een volgende oogst klaar maakte, ontdekte hij verschillende wilde appelzaailingen. Deze verplaatste hij naar een andere plek. Een daarvan – zou later blijken – de superieure McIntosh Red appel zijn.
Johns zoon Allan is er verder mee gaan kweken en promootte deze nieuwe soort intensief. In later jaren zijn er – door andere kwekers – meerdere varianten uit voortgekomen.
De appel werd destijds al gewaardeerd in Ontario en de noordelijke Verenigde Staten. In 1910 werd ze in Brits-Columbia geïntroduceerd. Hierna is de appel naar vele landen geëxporteerd.

## Appel en boom
Het gebied waar de McIntosch groeit bevindt zich in de wat noordelijker en koelere regio’s en is winterhard. De groengele appel met rode overlappende strepen is van gemiddelde grootte. Het vruchtvlees heeft een zachte textuur, is sappig en heeft een pittige aromatische zoete smaak. Als handappel is zij geschikt, maar ook goed om mee te koken of bakken. Vooral in het oosten van Canada en New England is de McIntosh populair. Met name in appeltaarten.

## Apple Macintosh computer
Jef Raskin – die van 1978 tot 1982 bij Apple werkte –  vernoemde het computerproject waaraan hij werkte naar zijn favoriete appel de McIntosh. Echter, om problemen met het Amerikaanse audiomerk McIntosh Laboratory te voorkomen, spelde hij de naam voor het project als Macintosh.